# Timoteo Quevedo
Timoteo Quevedo Pozo (Latacunga, 18 de septiembre de 1813-ibídem, 25 de diciembre de 1876) fue un agrimensor ecuatoriano. El Capitán José Camilo Calixto y la señora Catalina Estupiñán, dueños de las tierras que hoy pertenecen al Cantón Quevedo, solicitaron los servicios de Timoteo Quevedo, para que haga las primeras mediciones de estos terrenos.

## Biografía
Nació en Latacunga en 1813 y murió en la misma ciudad el 25 de diciembre de 1876. Fue un agrimensor público de profesión, se casó con la señorita María Manuela Figueroa el 1 de enero de 1839. Llegó a las tierras del Cantón Quevedo en 1838, porque fueron denunciadas como baldías, en otras palabras él fue enviado por el Estado y por el Capitán José Camilo Calixto, a realizar trabajos referentes a su profesión. Debido a la gran simpatía que gozaba don Timoteo Quevedo, se ganó el cariño de los pocos habitantes de estas tierras. A partir del año 1857, en esta zona se empieza a explotar el caucho, y entonces se formó una pequeña población en «Las tierras de Quevedo» (Refiriéndose a Timoteo) razón por la cual, este nombre se hizo habitual entre los habitantes.

## La familia Quevedo

### Abuelos
José Quevedo Clavijo nació en Cuenca, y luego radicó en Latacunga con su hermano Feliciano desde el año 1770, contrajo matrimonio con la señora María Iturralde Echeverría, nacida en Latacunga, tuvieron un hijo al que llamaron Vicente.

### Padres
Nacido aproximadamente en el año 1783 en Latacunga, Vicente Quevedo Iturralde, contrajo matrimonio el 25 de marzo de 1804 con la dama pillareña María Josefa Pozo, esta pareja tuvo siete hijos conocidos, entre ellos Timoteo. Don Vicente, platero de profesión; murió en Latacunga el 9 de febrero de 1850, mientras que su esposa falleció en la misma ciudad el 6 de mayo de 1852.

### Los hermanos Quevedo Pozo
Nacieron en Latacunga, siendo sus nombres: José Julian nacido en 1805, María Mercedes nacida en 1808, Alejo nacido en 1811, Timoteo nacido en 1813, María Martha nacida en 1814, María Alegría nacido en 1816 y Rafael Juan Quevedo Pozo nacido en 1817.
José el hermano mayor fue sacerdote, estuvo a cargo de algunas parroquias, en otras fue coadjutor, interino o cura excusador: Sigchos, Zapotal, Alaques y San Sebastián. Nació el 24 de agosto de 1804 y murió el 25 de junio de 1866.
Alejo, médico de profesión, nació el 15 de julio de 1811, se casó dos veces, la primera con la señorita Margarita Vela, el 14 de enero de 1837, la segunda con la señorita Camila Endara, el 13 de octubre de 1850; murió el 22 de diciembre de 1869.
Rafael, Doctor en Jurisprudencia de profesión, nació el 26 de abril de 1817, fue un destacado filántropo, gobernador y el gestor de la creación de la provincia de Cotopaxi, presidente de la Corte Suprema de Justicia, candidato a la Presidencia de la República, reconocido trabajador de la educación y la cultura de la localidad. Se casó con la señorita María Trinidad Maldonado Proaño el 14 de noviembre de 1846, y tuvieron siete hijos. Fue por dos ocasiones rector del colegio Vicente León, siendo el segundo rector desde el nacimiento del centenario establecimiento y el primero de nacionalidad ecuatoriana en ocupar esa dignidad; murió el 23 de marzo de 1886 en su natal Latacunga.

### Hijos
Timoteo tuvo nueve hijos, Mercedes, Juan Federico, Clodomiro, Domitila, Delfina, Nicolasa, Neodoremo, Vicente y Rafaela,  además sus hermanos también tuvieron hijos, incluido el que fue sacerdote, hay que resaltar que los Quevedo Pozo fueron personas muy importantes en su tiempo, así como lo es su descendencia hasta el día de hoy.

## Nombre del cantón Quevedo
Se deduce que es en honor a los hermanos Quevedo, primero el sacerdote José y después a Timoteo, cuando este vino a realizar su trabajo de mediciones topográficas y fijamiento de linderos en estas montañas en el año de 1838, el agrimensor se hizo muy conocido entre sus pobladores, por lo tanto reafirmó y expandió el nombre de la población de Quevedo, que ya existía como tal, o sea con ese nombre (1831) antes que él viniera a estas tierras por motivos de su profesión, pero por la coincidencia de tener el mismo apellido del nombre del pueblo Quevedo, causó a través de los años una gran confusión, pero esto también ayudó a que el pueblo conserve ese nombre.
Tanto el cura José, así como su hermano Timoteo, el agrimensor, fueron muy populares en estas montañas a su debido tiempo, razón por la cual el pueblo se quedó con este alias, con el paso del tiempo la parroquia de San José del Alto Palenque a la cual pertenecía Quevedo desapareció.
El Nombre de Quevedo se inscribe por primera vez en 1846 en un plano general de Ecuador, editado en París, realizado por el ingeniero francés Sebastian Wisse, el mismo que fue autorizado por la Presidencia de la República para componer la carta geográfica de la Nación.